# Andreas Wunn

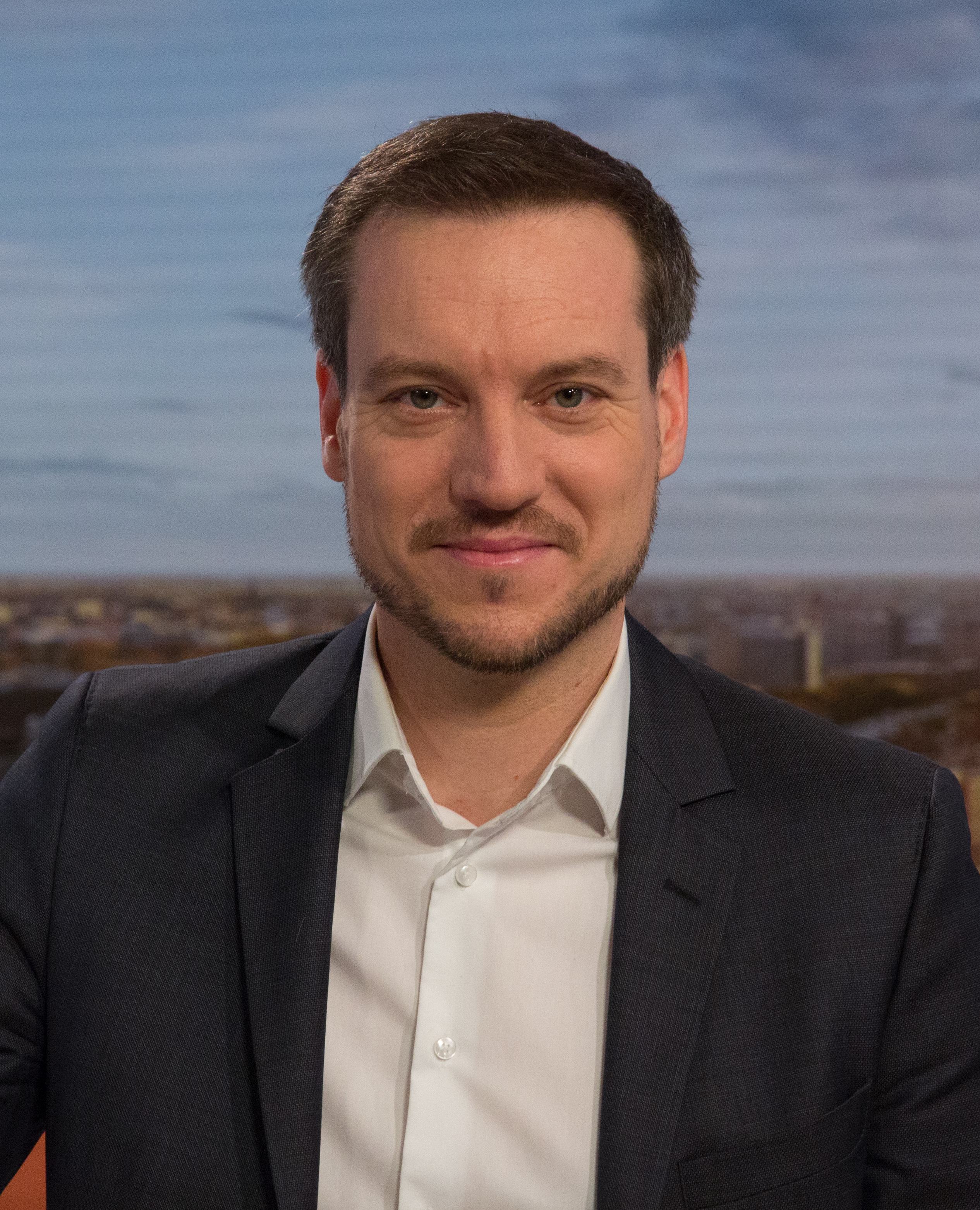
Andreas Wunn, 2018

Andreas Wunn (* 19. Januar 1975 in Neustadt an der Weinstraße) ist ein deutscher Journalist, Buchautor und Fernsehmoderator.

## Leben und Wirken
Nach seinem Abitur in Konz am dortigen Gymnasium 1994 leistete Wunn bis 1996 Sozialen Dienst im Ausland in Sucre in Bolivien. Anschließend studierte er bis 2000 Politikwissenschaften am Otto-Suhr-Institut der Freien Universität Berlin. Daneben nahm er 1997 am Arthur F. Burns Fellowship-Stipendium für junge Journalisten des Internationale Journalisten Programme bei KQED Radio in San Francisco in den USA teil und war bis 1999 Mitarbeiter im Berliner Büro der Frankfurter Rundschau sowie Reporter bei Antenne Brandenburg (ORB-Hörfunk) in Potsdam. Von 1999 bis 2000 studierte er an der Graduate School of Asia-Pacific Studies der Waseda Universität in Tokio in Japan und war Nachrichtenredakteur bei Radio Japan, dem deutschen Kurzwellenprogramm von NHK World, in Tokio.
Anschließend arbeitete Wunn bis 2002 als Redakteur beim ZDF-Morgenmagazin in Berlin und als Redakteur bei Antenne Brandenburg.
2002 bis 2003 leistete er ein Redaktionsvolontariat beim ZDF ab. Von 2003 bis 2005 arbeitete er als Reporter in der Hauptredaktion Außenpolitik des ZDF, 2005 bis Mai 2007 moderierte er heute – in Europa und das auslandsjournal, im Juni 2007 übernahm Wunn die Aufgabe des Chefs vom Dienst innerhalb der Chefredaktion.
Von November 2010 bis November 2016 war er ZDF-Südamerika-Korrespondent und leitete das ZDF-Studio in Rio de Janeiro.
Wunn schrieb zwei Bücher, die seinen Umzug nach Brasilien und das Leben dort behandeln: In Brasilien geht’s ohne Textilien und Brasilien für Insider.
Zum 1. Dezember 2016 kehrte Wunn zurück nach Berlin ins ZDF-Hauptstadtstudio als Redaktionsleiter des ZDF-Morgenmagazins. Diese ging mit dem Umzug des ZDF-Mittagsmagazins nach Berlin im April 2018 in der neuen Redaktion Tagesmagazine Berlin auf, deren Leitung Wunn ebenfalls übernahm.
Wunn ist verheiratet mit einer brasilianischen Philosophin, mit der er einen gemeinsamen Sohn hat.

## Veröffentlichungen
- In Brasilien geht's ohne Textilien: Ein Deutscher in Rio de Janeiro, Heyne Verlag 2013, ISBN 978-3-453-60251-9
- Brasilien für Insider: Nahaufnahme eines Sehnsuchtslandes, Heyne Verlag 2014, ISBN 978-3-453-20057-9
- Saubere Zeiten, Aufbau Verlag 2023, ISBN 978-3-351-03890-8